# Isabel da Dinamarca, Princesa-Eleitora de Brandemburgo
Isabel da Dinamarca, Noruega e Suécia (Nyborg, 24 de junho de 1485 – Berlim, 10 de junho de 1555) foi uma princesa escandinava que se tornou princesa-eleitora de Brandemburgo graças ao seu casamento com Joaquim I Nestor. Era filha do rei João da Dinamarca, Noruega e Suécia, e da sua esposa, a princesa Cristiana da Saxónia.

## Biografia
Em criança, Isabel tinha uma relação muito próxima com o seu irmão, o futuro rei Cristiano II da Dinamarca e sabia ler e escrever em dinamarquês e alemão. A 10 de Abril de 1502, casou-se com o príncipe-eleitor Joaquim I Nestor de Brandemburgo num casamento duplo no qual também se casaram o seu tio, o futuro rei Frederico I da Dinamarca, e a princesa Ana de Brandenburgo. Isabel e Joaquim entenderam-se bastante bem durante os primeiros vinte anos de casamento e conviveram de forma harmoniosa. Em 1507, Isabel recebeu a visita da sua mãe, em 1515 esteve presente no casamento do irmão Cristiano na Dinamarca e recebeu a sua visita em 1523.
O seu marido foi um grande defensor da Igreja Católica durante o período da Reforma protestante.  Em 1523, Isabel esteve presente num sermão dado por Martinho Lutero juntamente com o seu irmão e cunhada e, partir daí, tornou-se uma Protestante convicta. Em 1527, recebeu a comunhão numa cerimónia protestante em público, o que significou o seu afastamento da igreja católica e a colocou em conflito com o marido. Em 1528, o seu marido pediu à igreja católica que o aconselhasse relativamente ao que devia fazer com a sua esposa caso esta se recusasse a renunciar à sua nova fé: pedir o divórcio, executá-la ou isolá-la. O conselho da igreja foi mandá-la prender. Para evitar a sentença, Isabel fugiu para a corte do seu tio, o príncipe-eleitor João da Saxónia, e deu-se início a um debate público: os monarcas protestantes e o seu irmão apoiaram-na, Lutero apoiou a sua liberdade de deixar o marido em nome da sua religião e Isabel declarou que só voltaria se tivesse permissão para praticar a sua religião e se o seu marido renunciasse ao adultério e ao seu interesse por astrologia. Se as suas exigências não fossem cumpridas, a princesa sugeria que o melhor seria os dois se separarem, tal como os seus pais tinham feito em 1504. Isabel recebeu uma residência perto de Wittenberg. O seu marido recusou-se a dar-lhe um rendimento e proibiu os filhos de a visitarem. Em 1532, o seu tio morreu e o seu irmão foi preso, tirando-lhe assim os seus maiores apoiantes. Em 1535, o seu marido morreu e os seus filhos pediram-lhe que voltasse para Brandenburgo, mas mudaram ideias quando ela exigiu que as terras que faziam parte do seu dote fossem convertidas ao protestantismo. Acabaria por regressar apenas em 1545, estabelecendo residência em Spandau.
O segundo casamento do seu filho Joaquim II Heitor, Príncipe-Eleitor de Brandemburgo com a princesa Hedvig da Polónia não lhe agradou, uma vez que esta impôs como condição a realização de cerimónias católicas na sua capela privada e não falava alemão.

## Descendência
1. Joaquim II Heitor, Príncipe-Eleitor de Brandemburgo (13 de Janeiro de 1505 – 3 de Janeiro de 1571), príncipe-eleitor entre 1535 e 1571. Casou-se primeiro com a princesa Madalena da Saxónia; com descendência. Casou-se depois com a princesa Edviges Jagelão, Eleitora de Brandemburgo; com descendência.
2. Ana de Brandemburgo (1 de Janeiro de 1507 - 19 de Junho de 1567), casada com o duque Alberto VII de Mecklemburgo; com descendência.
3. Isabel de Brandemburgo (24 de Agosto de 1510 – 25 de Maio de 1558), casou-se primeiro com o duque Eurico I de Brunswick-Lüneburg; com descendência. Casou-se depois com Poppo XII de Henneberg; sem descendência.
4. Margarida de Brandemburgo (1511 - 3 de Novembro de 1577), casou-se primeiro com o duque Jorge I da Pomerânia; com descendência. Casou-se depois com o príncipe João V de Anhalt-Zerbst; com descendência.
5. João, Marquês de Brandemburgo-Küstrin (3 de Agosto de 1513 – 13 de Janeiro de 1571), marquês de Brandemburgo-Küstrin entre 1535 e 1571. Casado com a princesa Catarina de Brunswick-Wolfenbüttel; com descendência.

## Genealogia
| Isabel da Dinamarca | Pai: João da Dinamarca   | Avô paterno: Cristiano I da Dinamarca                        | Bisavô paterno: Teodorico de Oldemburgo                            |
| Isabel da Dinamarca | Pai: João da Dinamarca   | Avô paterno: Cristiano I da Dinamarca                        | Bisavó paterna: Edviges de Schauemburgo                            |
| Isabel da Dinamarca | Pai: João da Dinamarca   | Avó paterna: Doroteia de Brandemburgo                        | Bisavô paterno: João, Marquês de Brandemburgo-Kulmbach             |
| Isabel da Dinamarca | Pai: João da Dinamarca   | Avó paterna: Doroteia de Brandemburgo                        | Bisavó paterna: Bárbara de Saxe-Wittenberg                         |
| Isabel da Dinamarca | Mãe: Cristina da Saxônia | Avô materno: Ernesto, Príncipe-Eleitor da Saxónia            | Bisavô materno: Frederico II, Eleitor da Saxônia                   |
| Isabel da Dinamarca | Mãe: Cristina da Saxônia | Avô materno: Ernesto, Príncipe-Eleitor da Saxónia            | Bisavó materna: Margarida da Áustria, Princesa-Eleitora da Saxónia |
| Isabel da Dinamarca | Mãe: Cristina da Saxônia | Avó materna: Isabel da Baviera, Princesa-Eleitora da Saxónia | Bisavô materno: Alberto III, Duque da Baviera                      |
| Isabel da Dinamarca | Mãe: Cristina da Saxônia | Avó materna: Isabel da Baviera, Princesa-Eleitora da Saxónia | Bisavó materna: Ana de Brunswick-Grubenhagen-Einbeck               |